# Castelnuovo Bocca d’Adda
Castelnuovo Bocca d’Adda (lombardul: Castelnöu Buca d'Ada) település Olaszországban, Lombardia régióban, Lodi megyében. Lakosainak száma 1531 fő (2023. január 1.). Castelnuovo Bocca d’Adda Caselle Landi, Caorso, Crotta d’Adda, Maccastorna, Meleti és Monticelli d’Ongina községekkel határos.

## Népesség
A település lakossága az elmúlt években az alábbi módon változott:
| Lakosok száma | 1625 | 1626 | 1531 |
|               | 2017 | 2018 | 2023 |